# Andreas Ernst (Psychologe)
Andreas M. Ernst (* 1960 in Aachen) ist ein deutscher Psychologe und Umweltwissenschaftler.

## Leben und Wirken
Andreas Ernst machte eine kaufmännische Ausbildung und studierte Psychologie an der Albert-Ludwigs-Universität Freiburg i. Br. 1988 schloss er mit dem Diplom ab. Anschließend absolvierte er ein Forschungsjahr am „Learning Research and Development Center“ der University of Pittsburgh in Pennsylvania. Von 1989 bis 1993 war er Wissenschaftlicher Mitarbeiter der Abteilung „Allgemeine Psychologie“ am Institut für Psychologie der Universität Freiburg i. Br. 1993 wurde er mit der Arbeit Soziales Wissen als Grundlage des Handelns in Konfliktsituationen promoviert. Er arbeitete als Wissenschaftlicher Assistent und habilitierte sich 1999 mit der Arbeit Information in der Klemme. Informationsdilemmata bei der Nutzung natürlicher Ressourcen. Von 1999 bis 2002 war er Hochschuldozent am Institut für Psychologie der Universität Freiburg i. Br. und wurde 2002 als Professor an das „Center for Environmental Systems Research“ der Universität Kassel berufen.
Andreas Ernst war von 2010 bis 2012 Präsident der European Social Simulation Association (ESSA). 2011 absolvierte er einen sechsmonatigen Forschungsaufenthalt als Distinguished Visiting Scholar bei der Commonwealth Scientific and Industrial Research Organisation (CSIRO) in Townsville, Australien.
Andreas Ernst ist Mitglied des Beirates der Zeitschrift GAIA und Mitglied der Arbeitsgruppe „Gesellschaft“ der Deutschen Akademie der Technikwissenschaften (acatech).

## Auszeichnungen
- 1994: mit Hans Spada und Klaus Opwis: Lehrpreis des Landes Baden-Württemberg für die Universität Freiburg i. Br.[4]
- 1994: Heinz-Heckhausen-Jungwissenschaftlerpreis der Deutschen Gesellschaft für Psychologie

## Schriften
- mit Hans Spada: Wissen, Ziele und Verhalten in einem ökologisch-sozialen Dilemma. Forschungsbericht. Psychologisches Institut der Albert-Ludwigs-Universität, Freiburg i. Br. 1990.
- mit Ute J. Bayen, Hans Spada: Informationssuche und -verarbeitung zur Entscheidungsfindung bei einem ökologischen Problem.  Forschungsbericht. Psychologisches Institut der Albert-Ludwigs-Universität, Freiburg i. Br. 1991.
- mit Hans Spada: Modelling actors in a resource dilemma. Forschungsbericht. Psychologisches Institut der Albert-Ludwigs-Universität, Freiburg i. Br. 1993.
- Soziales Wissen als Grundlage des Handelns in Konfliktsituationen. Dissertation. Universität Freiburg i. Br. Lang, Frankfurt am Main 1994, ISBN 3-631-46932-2.
- mit  Volker Franz, Cornelia Kneser: Das Informationsdilemma. Forschungsbericht. Psychologisches Institut der Albert-Ludwigs-Universität, Freiburg i. Br. 1996.
- Ökologisch-soziale Dilemmata. Beltz PsychologieVerlagsUnion, Weinheim 1997, ISBN 3-621-27386-7.
- Informationsdilemmata bei der Nutzung natürlicher Ressourcen. Beltz PsychologieVerlagsUnion, Weinheim 2001, ISBN 3-621-27507-X.